# Fachkraft zur Leitung einer Funktionseinheit

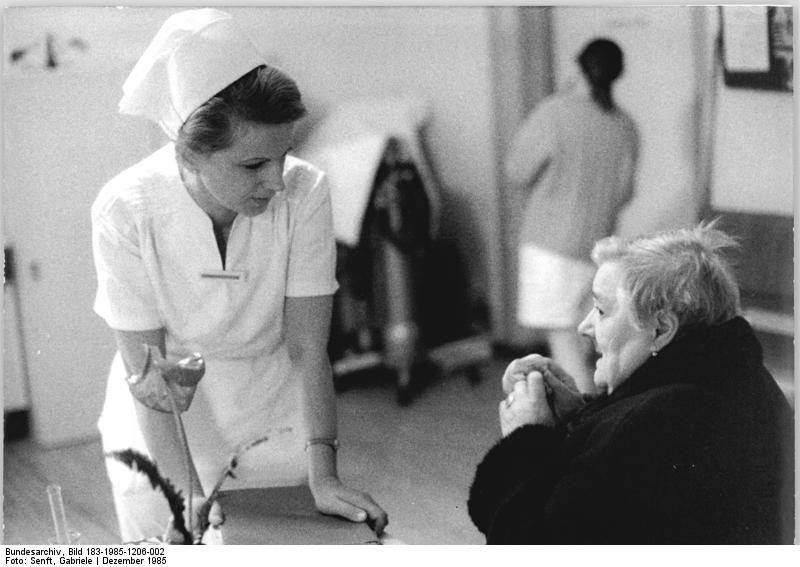
Stationsschwester in einem Krankenhaus, 1985

Fachkraft zur Leitung einer Funktionseinheit oder Fachkraft für Leitungsaufgaben in der Pflege sind in Deutschland zwei von mehreren Weiterbildungsbezeichnungen zur Stationsleitung in der professionellen Kranken- beziehungsweise Wohnbereichsleitung in der Altenpflege. Zur Weiterbildung zugelassen werden Pflegefachpersonen mit mehrjähriger Berufserfahrung. Die Weiterbildung ist landesrechtlich bzw. durch die jeweilige Pflegekammer geregelt und wird mit einer staatlichen Prüfung abgeschlossen. Die Stations- bzw. Wohnbereichsleitung ist der Pflegedienstleitung oder Klinikdirektion der jeweiligen Einrichtung nachgeordnet.

## Aufgaben
Die Fachkraft zur Leitung einer Funktionseinheit arbeitet zum Teil in der direkten Bewohner- bzw. Patientenversorgung mit, wobei sie weitergehende Führungsaufgaben für das auf der Station bzw. dem Wohnbereich tätige Personal wahrnimmt. Die (Stations- bzw. Wohnbereichs-)Leitung ist für Bewohner und Pflegepersonal die erste Anlaufstelle bei Fragen zur pflegerischen Versorgung, die nicht direkt zwischen gepflegter Person und Pflegepersonal gelöst werden können. Damit repräsentiert sie im Alltag für Klienten, Angehörige und Mitarbeitende die jeweilige Institution. 
Die Auseinandersetzung mit neuen Kenntnissen (Pflegestandards, Pflegetheorien, Pflegemodellen und Pflegeforschungsergebnissen) soll die Pflegeorganisation zur Versorgung der Patientinnen etc. optimieren. 
Sie soll die Mitarbeitenden motivieren und deren Zusammenarbeit, auch mit den anderen Berufsgruppen im Gesundheitswesen, verbessern.  Beispiele: Dienstplanerstellung, Leitung der Übergabe- u. a. Besprechungen, Einarbeitung neuer Mitarbeitender. Im Pflegesystem Funktions- oder Gruppenpflege sind Stations- bzw. Wohnbereichsleitungen auch sowohl fachlich als auch disziplinarisch verantwortlich. In einem Bezugspflegesystem übernimmt Primary Nurse (Primärpflegeverantwortliche) die fachliche Leitung über Associate Nurse und Hilfskräfte, in Primary Nursing ist dann Leitung einer Pflegeeinheit disziplinarische Leitung.
Rechtskundliche Kenntnissen sollen die Haftung die Stationsleitung (etc.) und der nachgeordneten Pflegekräfte vor groben Fehlern bewahren. Insbesondere beim Delegieren von gefahrgeneigten Tätigkeiten. Beispiel: Überwachung der Pflegedokumentation, Medikamentenbestellung.

### Aufgabenbereiche auf der unteren Leitungsebene
Die folgende Aufzählung ist nicht abschließend, sondern nennt die häufigsten Aufgaben der Stationsleitung:
- Mitwirkung an der Personalführung zum Beispiel durch Beteiligung bei Bewerbungsgesprächen, Personalentwicklung, an der Einarbeitung neuer Mitarbeiter, bei Beurteilungen.
- Arbeitsorganisation / Arbeitsabläufe – Einteilung der Mitarbeitenden der jeweiligen Station, Schichten oder des Teams (Arbeitsvorbereitung und -einteilung tageweise bzw. mittel- und langfristig über die Erstellung der Dienst- und Urlaubspläne), bzw. Änderung der Dienstpläne bei Krankheitsvertretungen.
- Überwachung des Pflegeprozesses und Überprüfung der fachlichen Richtigkeit der Pflegeplanung bei jedem Patient in dem betriebsintern festgelegten Rhythmus und der sich daraus ergebenden laufenden Dokumentationsverpflichtungen.
- Überprüfung der Einhaltung von Pflegestandards oder Dienstanweisungen. Diese sind eventuell neu einzuführen.
- Leistungskontrollen bei nachgeordneten Mitarbeitern sind stichprobenartig durchzuführen.
- Die interne Weitergabe von Informationen, beispielsweise Übergabe, Rundschreiben, Aushänge, Mailverteilung, Teilnahme an Besprechungen mit anderen Stationsleitungen
- In vielen Einrichtungen sollen Teambesprechungen/Abteilungsversammlungen regelmäßig einmal im Monat stattfinden, an denen das gesamte Pflegeteam teilnehmen sollte. Diese sind vorzubereiten und zu leiten.

- Kooperation (berufsgruppenübergreifend) ermöglichen
  - Pflegevisiten organisieren und begleiten
  - mit Kooperationspartnern; z. B. Arztvisiten begleiten und ausarbeiten, Kontakte zu Arztpraxen, externer Reinigungsfirma
  - mit den Angehörigen einer zu pflegenden Person in der Institution, die Fragen haben oder sich an der Pflege tatsächlich beteiligen (wollen)
- Warenwirtschaft (z. B. Produkte nachfordern (Bestellwesen), stationsinterne Lagerhaltung z. B. Büromaterial, Verbandssets).
- Bei Medikamenten ist eine Aufsicht der Handhabung von der Verordnung und Apothekenabgabe bis zur Dosierung an die Patienten durch Stichproben zu gewährleisten.
- Nach Anweisung Beteiligung an der Qualitätssicherung in der Pflege z. B. durch Analyse der Pflegedokumentation, Pflegevisiten, Beschwerdemanagement, Vorbereitung künftiger Qualitätsprüfungen (Evaluation der Pflegepläne u. ä.)
- Auch für Beschwerden über einzelne Alten-, Gesundheits- und Krankenpflegern und der übrigen Mitarbeitern in diesem Betriebsteil ist die Stationsleitung zunächst zuständig. Betriebsintern sollte geregelt sein, ab welchem Schweregrad einer Beschwerde die PDL sofort einzubeziehen ist.

Die Beschreibung dieser Aufgaben sollten in der jeweiligen Stellenbeschreibung aufgenommen sein bzw. dort konkretisiert werden, wenn sie neu erstellt werden. Allerdings besteht keine Verpflichtung zur Erstellung solch einer, jederzeit änderbaren, Stellenbeschreibung. Sie macht aber allen Beteiligten die Kompetenzen und deren Grenzen deutlich. Dadurch können Schnittstellenprobleme verkleinert werden.

## Über- und Nachordnung
Der Stations- oder Wohnbereichsleitung sind im Rahmen der Organisationsstruktur hierarchisch alle Mitarbeiter untergeordnet, die in dieser Funktionseinheit tätig sind: Pflegepersonal, Auszubildende, Praktikanten und vorübergehend eingesetzte Hilfskräfte. Ob hauswirtschaftliche Mitarbeitende nachgeordnet sind, legt die Organisationsstruktur der jeweiligen Institution fest; in der Regel ist die Leitung zumindest weisungsbefugt.
Sie selbst ist der Pflegedienstleitung untergeordnet.

## Weiterbildung
Je nach Weiterbildungsordnung des entsprechenden Bundeslandes unterscheiden sich die Voraussetzungen, um zur Weiterbildung zugelassen zu werden. In der Regel müssen dazu die bestandene Abschlussprüfung in einem Pflegefachberuf sowie eine mindestens zweijährige Praxis in dem Beruf nachgewiesen werden.
Die Dauer der Weiterbildung richtet sich nach dem Bildungsanbieter und der Unterrichtsform (Vollzeit oder berufsbegleitend in Teilzeit bzw. als Fernunterricht). 
Die Weiterbildung ist in Baden-Württemberg, Berlin, Bremen, Hessen, Niedersachsen, Rheinland-Pfalz, Sachsen und Thüringen landesrechtlich bzw. durch die zuständigen Landespflegekammern geregelt; für die übrigen Bundesländer liegen keine rechtlichen Regelungen vor.